# 霍默维尔 (佐治亚州)
霍默維爾（英語：Homerville）是一個位於美國喬治亞州克林奇縣的城市。根據2010年美國人口普查，該地人口為2456人，而該地的面積約為9.08平方千米。同時該地也是克林奇縣的縣治。

## 地理
霍默維爾的座標為31°02′13″N 82°45′05″W / 31.03694°N 82.75139°W，而該地的平均海拔高度為54米（即177英尺）。